# Antireflexbehandling

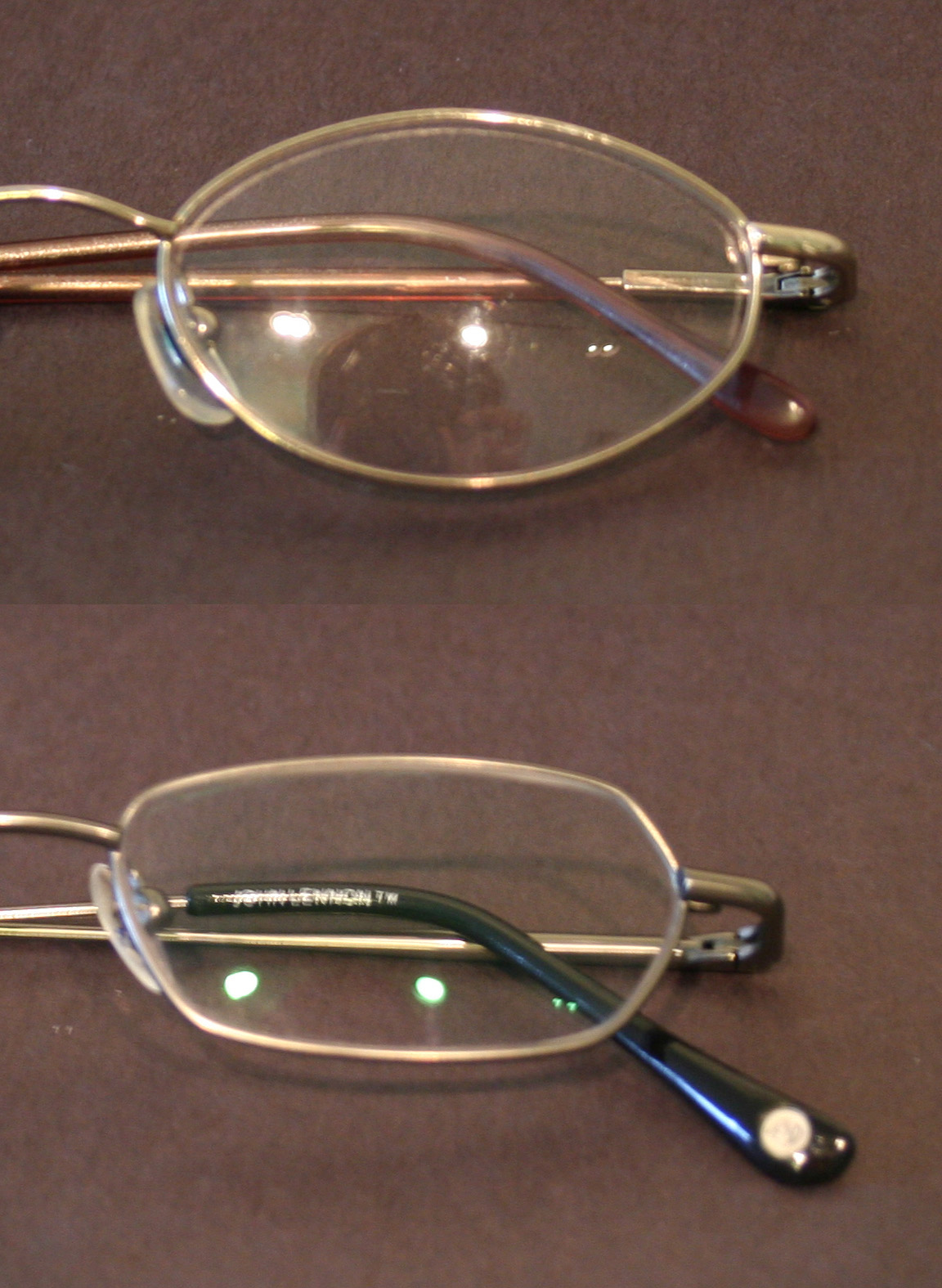
Jämförelse av glasögon med och utan antireflexskikt

Antireflexbehandling (AR) innebär att man vidtar åtgärder för att förhindra att reflexioner uppstår, främst i ytor på material avsedda att släppa igenom ljus såsom fönster, glasögon och linser i optiska instrument, men i vissa fall även på andra blanka ytor. I varje gränsskikt mellan material med olika brytningsindex (BI) uppstår reflexioner som man av olika anledningar vill minska. Skälen är många, dels kan irriterande ”skuggbilder” uppstå i optiska instrument om bilder speglas i fram och tillbaka mellan linsytorna, den som har glasögon vill slippa se reflexen av sina egna ögon i glasen och den som betraktar glasögonbäraren vill hellre se dennes ögon än spegelbilder av omgivningen, i exempelvis en solfångare vill man att så mycket som möjligt av solenergin ska gå genom glaset och träffa solcellen. Vidare ger alla reflexioner små ljusförluster, dessa är i de flesta fall försumbara, men i ett kameraobjektiv med 5–10 linser (10–20 gränsskikt) kan ljusförlusten bli påtaglig utan AR.
Antireflexbehandlingen har betydligt större betydelse i optiska system än på enkellinser som glasögonglas, och den patenterades av företaget Carl Zeiss den 1 november 1935. AR var hemligt militärpatent fram till 1941, då de första civila T-objektiven började säljas i Sverige och Schweiz.
Innovatör var Professor Alexander Smakula. Antireflexbehandlingen anses av många vara 1900-talets största framsteg inom optiken då den löste några riktigt svåra bromsklossar inom optisk beräkning och produktion, och  den utgjorde därför själva förutsättningen för allt som skulle komma senare.

## Reflexion i gränssnitt mellan olika brytningsindex
I varje gränssnitt mellan olika brytningsindex (BI) reflekteras vid vinkelrätt ljusinfall en ljusintensitet motsvarande 
{\displaystyle ((n1-n2)/(n1+n2))^{2}}.
Där {\displaystyle n1} och {\displaystyle n2} är de olika brytningsindexen.
Vid exempelvis luft med BI 1.0 (n1=1) och ett fönsterglas med BI 1.5 (n2=1.5) blir reflexionen 0.04.
{\displaystyle ((1-1.5)/(1+1.5))^{2}=(-0.5/2.5)^{2}=-0.2^{2}=0.04}
Samma reflexion uppstår då resten av ljusstrålen går ut ur glaset på andra sidan, så den totala förlusten av nyttoljus blir nära 8 procent per glas, vilket i till exempel ett treglasfönster skulle ge en förlust på cirka 22 procent.

## Tjockfilmsantireflexbehandling
Om man förser glasytorna med ytskikt av ett material med BI mitt emellan glas och luft, till exempel 1.25, får man visserligen fyra ytskikt på varje glas, men förlusten i varje ytskikt är mindre än 1 %, vilket i exemplet med treglasfönstret skulle ge en total ljusförlust på cirka 11 procent, en klar förbättring. Med hjälp av flera skikt där BI ökar stegvis kan ännu lägre förluster uppnås. Denna metod är föråldrad och lämpar sig inte för optiska instrument eftersom skiktet påverkar linsernas funktion, och har numera ersatts av tunnfilmstekniken. 

## Tunnfilmsantireflexbehandling
På samma sätt som i tjockfilmsfallet förser man här ytorna med ett material med BI ungefär mitt emellan luft och glas, men i ett mycket tunnare skikt. Med tunnfilm menas här att AR-skiktet är tunnare än ljusvåglängden. Man får samma fördelar som med tjockfilms-AR, men om AR-skiktet är exakt en fjärdedels ljusvåglängd kommer dessutom total utsläckning av reflexionen att uppstå på grund av negativ interferens. Avviker tjockleken lite grann från en fjärdedels våglängd får man dämpning i varierande grad. Tyvärr blir funktionen kraftigt våglängdsberoende, men det kan man avhjälpa genom att förse glasytan med flera skikt, optimerade för olika våglängder. Tunnfilms-AR kan kännas igen på att sneda reflexer av vita ljuskällor ser blå ut, förmågan att dämpa blått ljus avtar nämligen då ljusets väg genom AR-skiktet blir längre på grund av det sneda infallet. Nästan all modern antireflexbehandling görs på detta sätt.

## Antireflextillsatser
I vissa tillämpningar används en yttre tillsats framför optiken för att hindra att ströljus faller in och ger upphov till reflexer. Vanligaste exemplet är solskydd för kameraobjektiv, men för militära ändamål finns mer avancerade tillsatser för till exempel kikare och kikarsikten.